# Amerikai álom

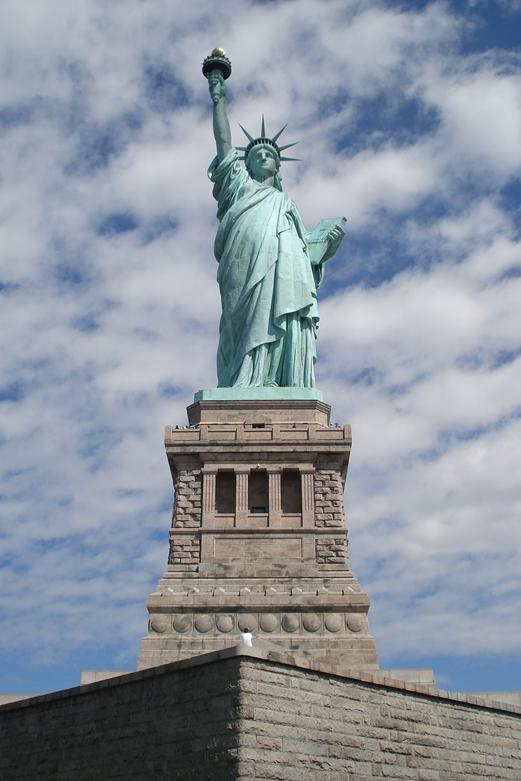
A New York-i kikötőben álló Szabadság, amely megvilágosítja a világot (a Szabadság-szobor) volt az első látvány az Amerikai Egyesült Államokról sok bevándorló számára a 19. század közepétől a 20. század elejéig. Ebben a szerepében az amerikaivá válás új lehetőségeit jelentette, és az amerikai álom szimbólumává vált

Az amerikai álom kifejezés azt az Amerikai Egyesült Államokban kialakult eszmét takarja, hogy minden egyén saját erejéből kemény munkával képes saját életét jobbá tenni, leginkább folytonos és növekvő jövedelemmel. Mások szerint „Minden amerikai képes üres zsebbel milliomossá válni.” Ez a közhely – ami a nemzet gazdaságára tekintettel természetesen csak egy utópia – évszázadok óta nem csak Amerikában volt jelen.
Megfelelő kezdőtőke nélkül ezt csaknem lehetetlen véghezvinni. Elvileg egy ilyen álom csak akkor valósulhat meg, ha a nettó jövedelemből eleget meg tudunk spórolni, tehát kevesebbet költünk el, mint amennyi szükséges. Amennyiben valaki nincstelen, tehát nincs lakóhelye, csak segédmunkásként dolgozhat, a bér ilyenkor alig elég ahhoz, hogy kezdőtőkét halmozzon fel. A szegénység és az álmok egymással szemben tornyosulnak.
Maga a kifejezés a 20. század első felében, az akkori Egyesült Államokban kialakult gazdasági fellendülés alatt alakult ki és vésődött be a köztudatba, amikor is a bevándorlók az új élet reményében hagyták el hazájukat és vándoroltak be az USA-ba. Az amerikai álom alapgondolata az amerikai függetlenségi nyilatkozatnak is része. Ott úgy található meg, hogy a nép az igazságtalan uralkodót – akkor ezalatt többek közt az angol királyt értették – hatalmától megfoszthatja, és saját politikai rendet alakíthat ki. Mialatt Európában a 18. századi abszolutisztikus uralkodók a népet erőszakosan egyre inkább elnyomták, Amerikában a nyilatkozat biztosította az emberek számára azt az elidegeníthetetlen jogot (különösen az ellenálláshoz való jogot), amelynek köszönhetően az ilyen elnyomó hatalom ellen felléphet. Csak így lehetett az emberek alapvető jogát biztosítani: saját boldogságukat törekvéssel elérni.
Az amerikai álom egy minden korszakban visszatérő irodalmi téma, pl. a Hunter S. Thompsontól a Félelem és reszketés Las Vegasban c. regényben, vagy Arthur Millertől Az ügynök halála vagy John Steinbecktől az Egerek és emberek, vagy T.C Boyle A tortilla függöny című művében. Ezenkívül filmekben is előfordul mint pl. az Oltári nőben, vagy pl. a Boldogság nyomában c. film is az amerikai álom gondolatmenetére épül.

## Fordítás
- Ez a szócikk részben vagy egészben  az   American Dream című német Wikipédia-szócikk fordításán alapul.  Az eredeti cikk szerkesztőit annak laptörténete sorolja fel. Ez a jelzés csupán a megfogalmazás eredetét és a szerzői jogokat jelzi, nem szolgál a cikkben szereplő információk forrásmegjelöléseként.